# Battaglia di Calliano (1487)

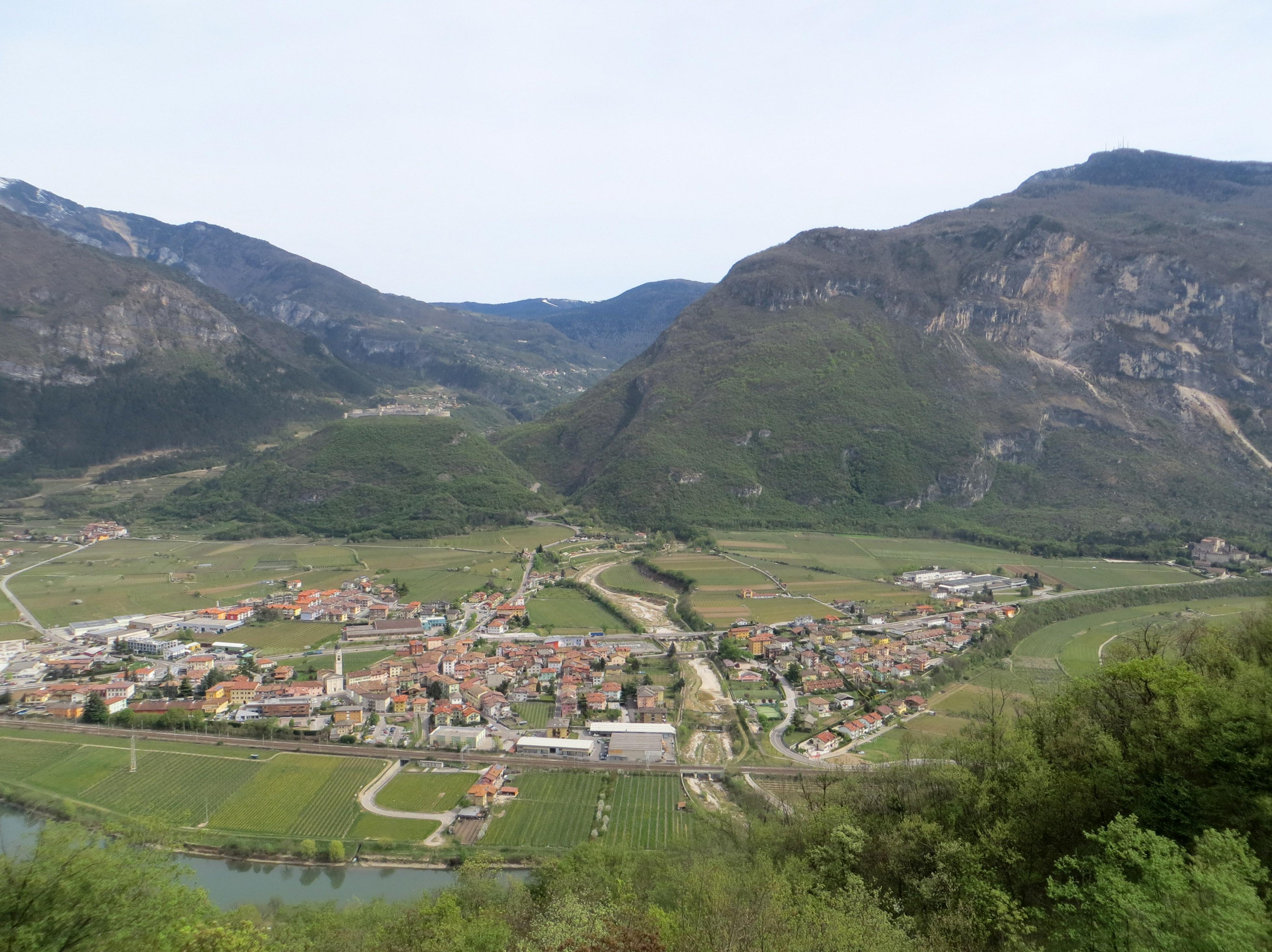
Panorama di Calliano.

La battaglia di Calliano fu combattuta il 10 agosto 1487 tra le truppe della Repubblica di Venezia e quelle del Principato vescovile di Trento e della Contea del Tirolo.

## Antefatti
Le operazioni iniziarono già nella notte, quando, dopo aver inviato un piccolo gruppo di incursori a nuoto oltre il fiume il genio veneziano costruì un ponte di barche, che permise alla truppe accampate nei pressi di Pomarolo e castel Nomi di attraversare l'Adige e di puntare verso castel Beseno e castel Pietra, ultimi baluardi rimasti a difesa di Trento, la capitale del Principato vescovile. Il piano del comandante veneziano Roberto Sanseverino d'Aragona era di cingere d'assedio le due fortezze sia da sud che da nord, prendendole per fame. Alle prime luci dell'alba una seconda colonna di armati partita la sera precedente da Rovereto discese la valle del rio Cavallo ed attaccò di sorpresa castel Beseno, che resse all'assalto.
Fallita l'azione a sorpresa i veneziani posero d'assedio il castello e Sanseverino inviò alcune truppe in avanscoperta verso Trento, con il compito di saccheggiare Mattarello e spaventare la popolazione locale.

## Battaglia
Nel frattempo, castel Beseno, grazie ad un sistema di segnali ottici, aveva informato della situazione il comandante delle truppe tirolesi di stanza a Trento, Friedrich Kappler. Questi disponeva di soli 900 uomini esperti e 1000 miliziani, perciò decise di contare sull'effetto sorpresa. Per primo partì Micheletto Segato, giunto da poco dalle Giudicarie, al comando di 400 fanti. Questi attaccarono subito battaglia, ma furono respinti dalla grande superiorità numerica nemica. Poco dopo, giunse anche Kappler con i suoi 900 mercenari tedeschi.
Terrorizzati dall'arrivo di nuovi nemici, gran parte dei fanti veneziani si diedero alla fuga, fermandosi nei pressi del ponte di barche. I cavalieri, al comando di Sanseverino e del suo luogotenente Guido de' Rossi, rimasero a combattere. Dopo due ore circa, la situazione era ancora in stallo, ma l'arrivo improvviso dei miliziani di Ebenstein, che piombarono sugli avversari dalle colline circostanti, gettò i veneti nel panico. I cavalieri, ormai in rotta, fecero pressione sui fanti, ancora fermi sulla riva, che si misero a correre sul ponte di barche. Esso, come prevedibile, cedette, facendo annegare numerosi uomini. Lo stesso Sanseverino cadde nella mischia. Guido de' Rossi, nel frattempo, separato dal grosso delle truppe veneziane del Sanseverino, si era ritirato con la sua squadra di 300 cavalieri e di 300 arcieri a cavallo in un punto nascosto e da lì assalì da tergo le truppe di Kappler, in aiuto del quale giunse un reparto di armigeri comandato da un capitano di nome Corrado. La sorpresa riuscì e quasi tutti gli armati, compreso Corrado caddero sul campo. A questo punto Friedrich Kappler decise di ritirarsi dalla posizione riparando le truppe a Mattarello, mentre lui stesso decise di recarsi in Trento per dare l'annuncio della vittoria. Il Rossi invece, raggiunto un isolotto in mezzo all'Adige, guadagnò con le truppe superstiti la riva destra dell'Adige a Pomarolo, tornando quindi nel veronese.
L'azione aveva avuto inizio intorno alle 2 del mattino del 10 agosto, sviluppandosi nell'arco dell'intera giornata. Si trattò della prima occasione in cui i temibili lanzichenecchi (i Landsknechte, ovvero fanti della Svevia e del Tirolo addestrati alla maniera svizzera) affrontarono un esercito della Serenissima. Decisive furono l'indisciplinatezza dei soldati veneziani e, al contrario, la determinazione e l'accortezza dei comandanti trentino-tirolesi, che spinse al panico gli avversari. Nel corso di una improvvisa e precipitosa ritirata questi si trovarono tagliata l'unica via di fuga (un ponte di barche predisposto a cavallo dell'Adige all'altezza di Calliano) e a centinaia morirono annegati nel fiume. Anche Roberto da Sanseverino trovò la morte, e la sua salma fu trasportata a Trento e tumulata nel Duomo dove, con un monumento equestre prima (la sua armatura ancora insanguinata venne issata su un cavallo di legno) e con un sarcofago monumentale poi, fu per molto tempo ricordata dai trentini insperatamente vittoriosi la figura del grande sconfitto.
Il contrattacco di Guido de' Rossi tardivo e condotto con forze insufficienti, seppur vincente grazie anche all'effetto sorpresa non fu però tale da sovvertire gli esiti della battaglia. La sua azione obbligò comunque le truppe tirolesi a sganciarsi infliggendo loro pesanti perdite, contribuendo a rendere meno pesante la sconfitta per i veneziani.

### Perdite
I veneziani ebbero 1 500 caduti e 110-120 soldati fatti prigionieri mentre fra i tirolesi le perdite furono circa 700.

## Conseguenze
La battaglia di Calliano venne raccontata da molti cronisti d'epoca e ampiamente esaltata da Massimiliano I, tuttavia non sortì alcun beneficio né ebbe conseguenze dal punto di vista strategico e politico. Nel novembre dello stesso anno, infatti, il duca Sigismondo d'Austria stipula una pace con Venezia nella quale si sancisce che entrambi i contendenti dovranno restituire i rispettivi territori occupati e ritirarsi entro i confini in vigore prima della guerra. Questa soluzione però lasciò irrisolte le controversie territoriali riguardanti i confini in Valsugana e sugli altopiani di Lavarone e Asiago. La città di Rovereto rimase così per altri venti anni in mani veneziane, sino al 1508-1509 quando una nuova guerra determinò la definitiva sconfitta di Venezia e la definitiva cessazione del suo dominio in Vallagarina a vantaggio degli Asburgo.

## Testimonianze artistiche
La battaglia di Calliano è rappresentata in uno dei rilievi in marmo del cenotafio dell'imperatore Massimiliano I d'Asburgo posto nella Hofkirche ad Innsbruck; un'altra rappresentazione della battaglia, in questo caso pittorica, si trova in un affresco della Sala delle gesta Rossiane della Rocca dei Rossi di San Secondo Parmense. Nell'affresco viene raffigurato il contrattacco finale condotto da Guido de' Rossi contro le truppe di Kappler.